# Перша марка Росії
Перша марка Російської імперії була введена в обіг циркуляром Поштового департаменту Російської імперії від 10 (22) грудня 1857 року. У тому ж місяці поштові марки надійшли у продаж і почали застосовуватися в деяких губерніях. Офіційне загальне використання марок на всій території Росії (крім Кавказу, Закавказзя та Сибіру) почалося 1 січня 1858.

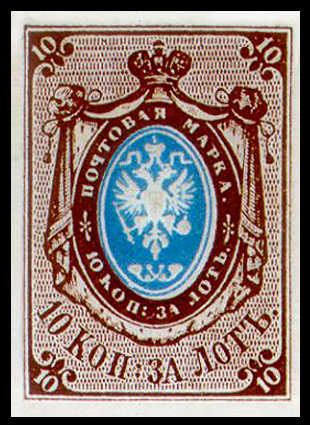
Малюнок

## Опис
У центрі марки на внутрішньому овалі блакитного кольору відтворено білий рельєфний герб Поштового департаменту, на замовлення якого вона була випущена, — двоголовий орел і під ним два перехрещених поштових ріжка. Овал оточений рамкою темно-коричневого кольору з написом зверху: «поштова марка» і «10 коп. за лотъ» — знизу. Навколо рамки зображена імператорська мантія з короною; внизу під нею повторюється напис: «10 коп. за лотъ». Без зубців.

## Проєкти першої марки

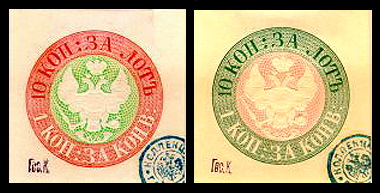
Малюнок

У 1851 за кордон, для вивчення досвіду використання марок, був відряджений керуючий перевезеннями пошти по залізниці А. П. Чаруковскій. Відвідавши Англію, Францію, Бельгію, Голландію, Італію, Австрію, Швейцарію, Німеччину і зібравши масу інформації, він повернувся в 1852 до Росії. Однак нововведенням в поштовій сфері завадила Кримська війна. Лише в 1855 Олексій Прохорович подав володарю над поштовим департаментом В. Ф. Адлербергу проект з докладним викладом заходів щодо введення приклеюваних марок у Росії. За задумом Чаруковского, російська поштова марка повинна була мати круглу форму з зубцюванням навколо малюнка, на ній слід було зобразити видрукуваний з використанням декількох фарб державний герб. Крім того, папір для марок обов'язково мав бути захищений від підробок. Проект був затверджений 12 листопада 1856.
Тим часом 30 липня 1856 під керівництвом керуючого друкарським відділенням Експедиції виготовлення державних паперів Я. Я. Рейхеля були виготовлені есе перших «штемпельних» марок двох типів: з державним гербом і з головою Меркурія. Марки були круглої форми, оскільки передбачалося, що вони стануть своєрідним наклеюваним штемпелем, звідси, до речі, і назва марок — «штемпельні». До того ж, на думку Чаруковского, неакуратно наклеєна на конверт марка прямокутної форми може зачепити кутом за ящик або за інші листи і відклеїтися. Це, в свою чергу, могло призвести до повернення листів кореспонденту з оголошенням про це в газетах. Кожен тип друкувався в чотирьох кольорах: зеленому, синьому, чорному і карміновому. Однак ці марки затверджені не були.